# 동물의 동성애

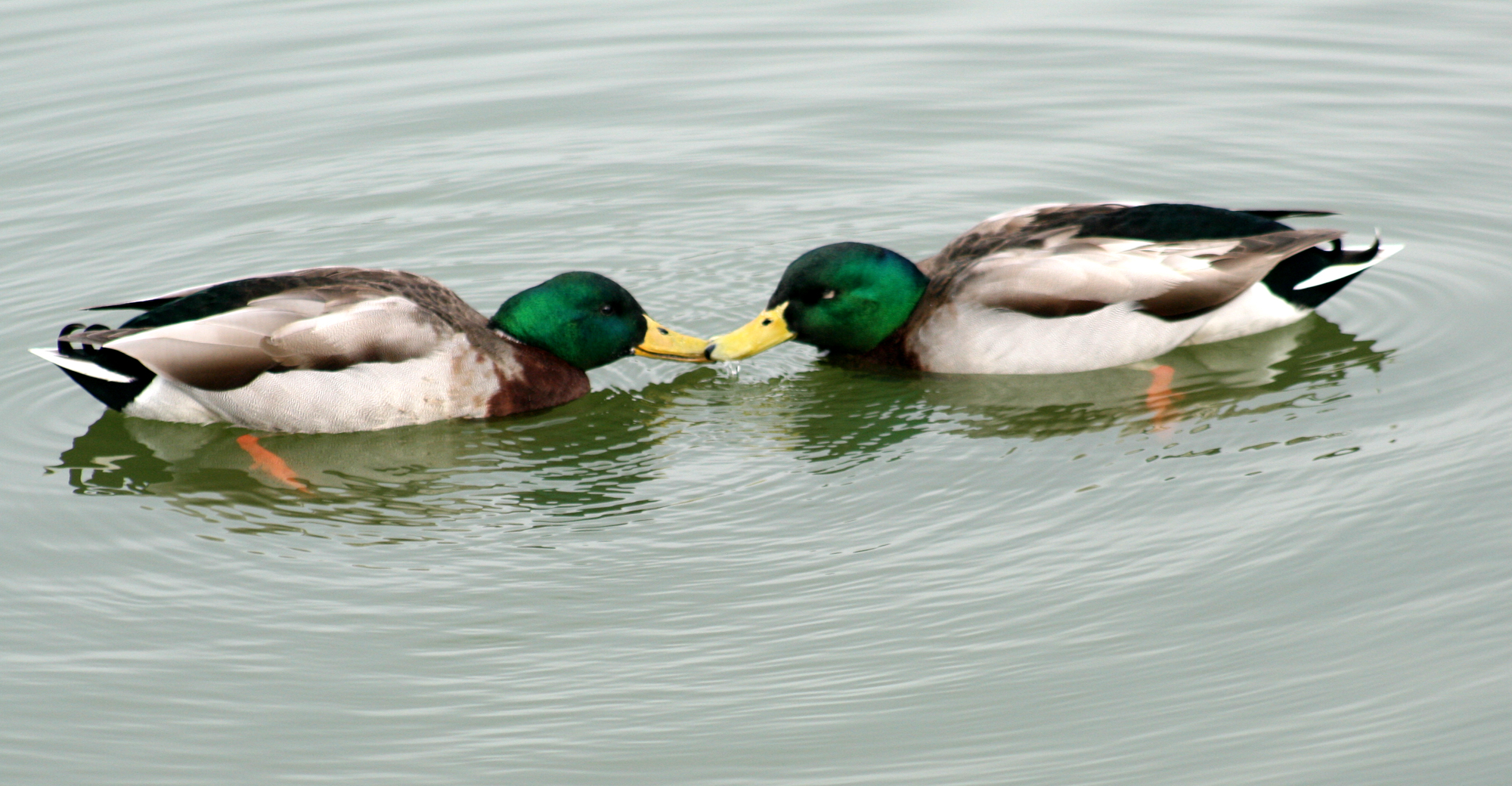
두 수컷 청둥오리

동물의 동성애(動物 同性愛, 영어: homosexual behavior in animals)와 양성애는 자연에서 매우 흔한 현상으로, 짝짓기와 구애, 애정, 성적 활동, 양육 등 모든 방면에서 나타난다. 1999년까지 영장류에서 구두동물에 이르기까지 약 1500여 종의 동물에서 동성애가 발견되었으며 그 중 500여 종에 대해 활발한 연구가 이루어졌다. 동물들의 성적 행동에는 매우 다양한 형태가 존재하며 특히나 사회 생활을 하는 동물들에게서 동성애는 더 잘 알려져있지만, 아직 대다수 종에 대한 연구가 이루어지지 않은 지금 그 동기와 작용에 대해서는 완벽히 알려져있지는 않다.
동물계에서 발견되는 동성애는 인간 사회의 동성애 수용성에 대해 강한 논쟁을 불러왔다. 특히 동성애가 '자연의 섭리에 어긋나는 죄'라는 주장에 대한 반론으로 이용되고 있으며, 미국 정신의학회를 비롯 많은 단체에서 인용하고 있는 학술 주제이다. 또한 미국 대법원에서 동성애자를 처벌하는 소도미법에 위헌 판결 내릴 때에도 조언되었다.

## 원인

### 생리적 원인
동물계에서 발견되는 동성애 활동의 뚜렷한 생리적 원인은 많은 학자들 사이에서 큰 합의를 이루지 못하고 있다. 다수의 학자들은 동물의 너무 높거나 낮게 변화하는 성 호르몬 수치와 생식샘의 크기가 동성애적 행동의 직접적인 원인이라 생각하고 있으나, 동성애적 행동만 하는 동물과 동성애적 행동을 전혀 하지 않는 동물을 비교분석해 본 결과, 위의 주장에 증거가 없다고 보는 학자들도 많다. 결국 종합적인 내분비학 연구에서 따르면 두 해석이 존재한다. 연구자들은 생식샘의 크기나 성 호르몬의 수치가 동성애적 활동만 하는 서부갈매기나 고리부리갈매기에 영향을 미친다는 어떤 증거도 찾지 못하였다. 그러나 양성애적 행동을 하는 수컷 양의 경우엔 테스토스테론과 에스트라디올 수치가 낮고, 생식샘도 상대적으로 작은 것이 발견되었다.
추가적인 연구에 따르면 이성애적 행동만 하는 암컷 동물에게 테스토스테론과 에스트라디올을 투여할 경우 동성애적 활동을 할 가능성이 높아지는 것으로 나타났다. 또한 임신한 동물에게 성 호르몬 수치를 증가시킬 경우 동성애적 행동만 하는 새끼가 태어날 가능성 또한 증가하였다.

### 유전적 원인
학자들은 푸코오스변성광효소 유전자가 불능화된 암컷 실험용생쥐가 스스로 수컷 쥐로 인식한 것처럼 행동하며 자라는 것을 발견하였다. 해당 연구를 주도한 한국과학기술원의 박찬규 교수에 따르면 "돌연변이 (푸코오스변성광효소 유전자가 불능화된) 암컷 쥐는 성적 취향의 측면에서 조금 수컷의 뇌와 유사하게 변화하였다."고 밝혔다. 다른 연구에선 유전자 조작을 통해 초파리의 동성애적 행동을 유도할 수 있는 사실이 발견되었으나, 비정상적인 행동도 함께 증가하게 되었다.

### 신경생물학적 원인
2011년 3월 세로토닌이 쥐의 성적 지향 메카니즘에 관여한다는 것을 발견한 연구가 발표되었다. 초파리의 도파민 신경 전달 물질 억제가 실험실에서 유도된 동성애적 행동을 억제한다는 연구 조사도 있다

## 동물 종에 따른 동성애의 예

### 조류

#### 야생화된 집비둘기
일부 야생화된 집비둘기(Feral pigeon)는 레즈비언(Lesbian)인 것으로 판명되었는데, 이는 긴장과 갈등을 줄이는 강한 사회적 관계를 안정시킬 방법인 사회적 부착(Social glue)이나, 동성 상호작용이 서열상 우점도를 안정시키거나 경쟁자의 생식적 승리를 줄이는 성별 간 갈등(Intersex conflict)이나, 새끼 개체가 짝짓기 경험을 얻거나 자신의 영역 획득을 개선할 능력을 얻는 실습(Practice)이나, 유동적 암컷의 성이 자손에 관련되지 않은 암컷에서 온 이소 보육 투자를 지니는 기전이 될 수 있는 이소 양육(Alloparenting)으로 가장 흔하게 설명된다. 부적응적 설명으로는 성별 재인 부족으로 인한 오류로서 이 행동을 설명하는 신원 오인(mistaken identity)이나, 개체군의 밀집도가 높고 성비가 한 성을 향해 비대칭적인 이성애 박탈감(Heterosexual deprivation)이나, 성 반응에 연관된 특성에 선택이 작용하는 진화적 부산물(Evolutionary by-product)이나, 메틸수은이 동성 성행위를 야기하고 그 결과로서 생식적 산출을 줄이는 중독(Intoxication)이나, 후기의 성 선택이 어떤 성이 초기에 양육 제공자였는지에 의존하도록 성 반응 주기 경로의 뇌 망이 쾌락 주기의 경로와 유사한 증거에 기반한 영양상 보상(Nutritional rewards)이 있다.

#### 갈매기
연구에 의하면 서부갈매기 암컷의 10에서 15퍼센트에게서 동성애 현상이 발견되었다.

#### 검은등알바트로스(Laysan albatross)
일부 검은등알바트로스(Laysan albatross)는 레즈비언(Lesbian)인 것으로 판명되었는데, 이는 둥지를 틀려고 시도하지도 않는 암컷보다는 수년간 짝짓기 협력을 하는 공동 양육 보살핌(Bi-parental care)으로 설명된다.

#### 독수리
1998년 예루살렘 동물원의 두 수컷 그리핀 독수리가 함께 짝짓기를 가진 후 둥지를 튼 것이 발견되었다. 사육사가 둥지에 가짜 알을 넣어주자 두 독수리가 번갈아가며 알을 품었고, 45일 후 새끼 독수리로 알을 바꾸어주자 두 수컷이 새끼를 양육하였다.

#### 따오기
미국흰따오기의 어린새가 일정 용량 이상의 메틸수은 오염에 노출될 시 성체의 동성애 성향이 더 증가한다는 연구가 있다. 수은이 내분비선을 방해하여 성적 발달에 변화를 일으킨다는 가설이 제시되었다.

#### 청둥오리
청둥오리의 수컷-암컷 관계는 암컷이 알을 낳을 때까지만 유지된다. 청둥오리의 수컷-수컷 관계는 매우 높은 비율로 나타나는데 전체 쌍 중 최대 19%를 차지한다.

#### 펭귄
펭귄의 동성애는 1911년 최초로 발견되었다. 케이프 아데어에서 아델리펭귄을 관찰하던 조지 머리 레빅은 펭귄들을 '문란'하다고 묘사하였고, 이 관찰 결과는 충격적이다는 이유로 당시에 대중에게 공개되지 않았다. 이 연구는 널리 알려지는 것을 막기 위해 오직 그리스어로 번역되어 보존되었으며, 결국 2012년 6월이 돼서야 대중에 공개되었다.

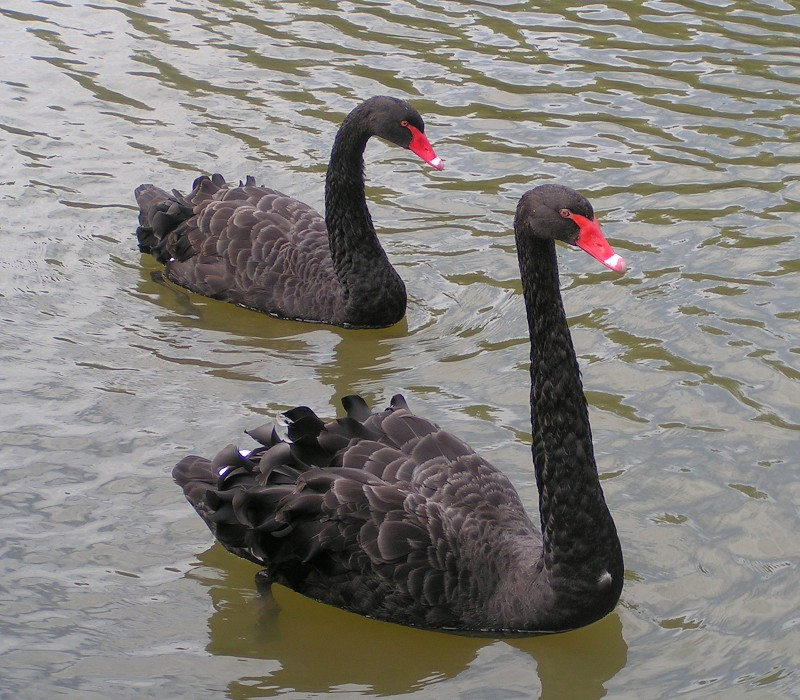
흑고니

#### 흑고니
흑고니 개체의 약 1/4는 두 수컷으로 이어진 동성애 쌍이다. 그들은 둥지를 훔치거나 다른 암컷과 관계를 가져 알을 낳은 뒤 암컷은 내쫓는다. 두 수컷 부모에게서 자라는 흑고니 새끼는 이성애 고니의 새끼보다 생존율이 더 높은데, 외부 침입으로부터 더 효과적으로 방어할 수 있기 때문인 것으로 보인다. 홍학에게서도 같은 이유로 두 수컷이 새끼를 키운다.

### 포유류

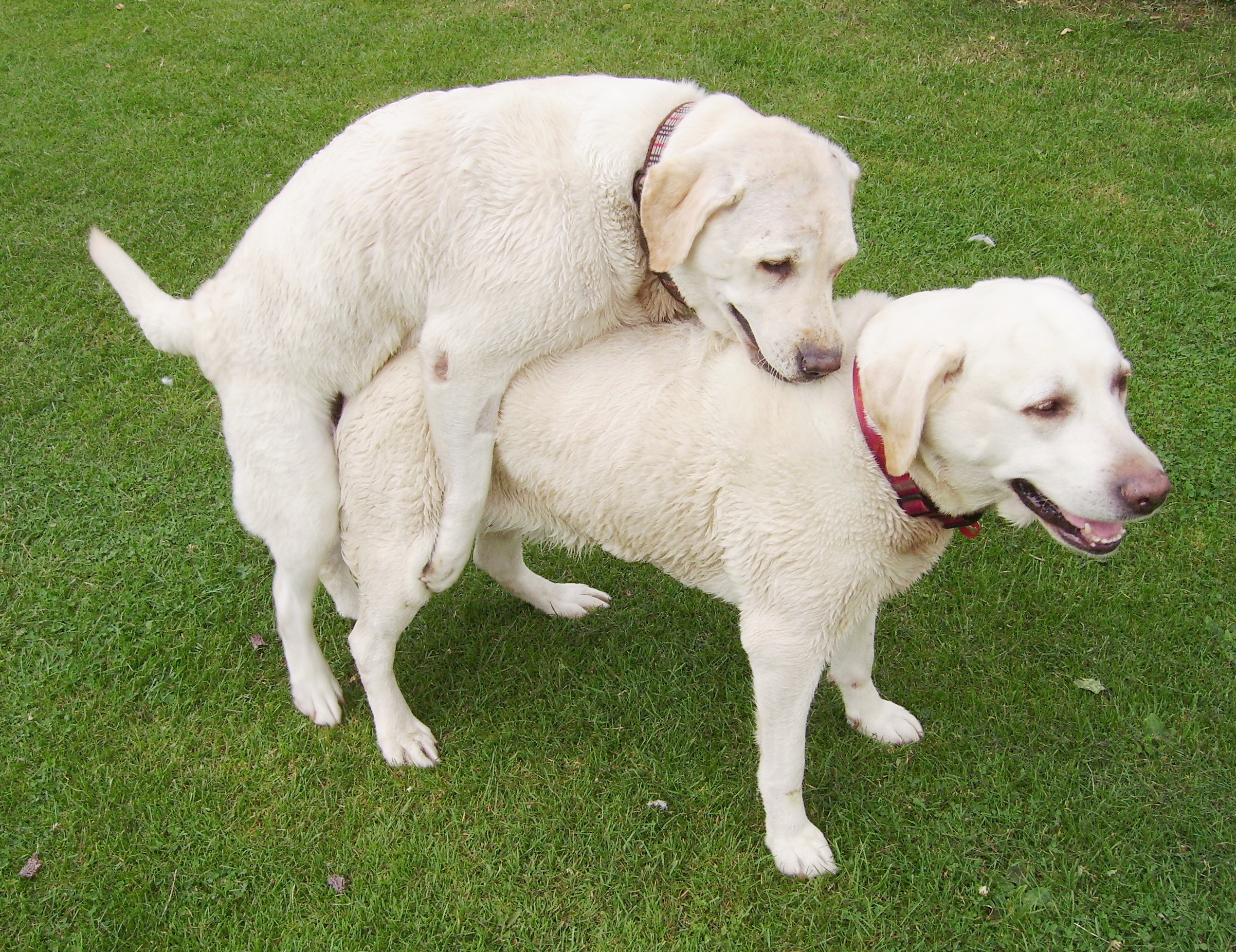
다른 암컷에게 올라타기를 하고 있는 암컷 래브라도 리트리버

#### 기린
수컷 기린에게서 동성애 현상은 매우 높은 빈도로 발견된다. 수컷 기린들 간에 목을 비비는 행위는 매우 일반적이며 서로의 등에 올라타거나 쾌락을 얻는다. 이러한 짝짓기 행동은 암컷-수컷 쌍보다 수컷-수컷 쌍에서 더 자주 발견되었다. 한 연구에 따르면 목격된 전체 교미 행위 중 94%가 수컷간에 이루어진 것이다. 오직 1%의 교미 행위만이 암컷간에 이루어졌다.

#### 돌고래
돌고래는 많은 동성애 관련 연구가 진행된 종 중 하나로, 특히 큰돌고래속 돌고래들이 잘 연구되어있다. 암컷 돌고래간 짝짓기는 한 개체가 부리를 다른 개체의 음부에 넣어 앞으로 추진시키는 일종의 구강성교가 주를 이루며, 수컷 돌고래들은 서로 성기 또는 복부를 비비거나 다른 수컷 개체의 항문에 성기를 삽입하는 등의 행동을 보인다.
조지타운 대학의 생물학 및 심리학 교수인 제넷 맨에 따르면, 수컷 돌고래들의 동성애 성향은 진화적 관점에서 서로간에 결합을 형성하여 그들의 종에게 이득이 되기 때문이라고 설명하고 있다. 큰돌고래속의 고래들이나 대서양알락돌고래 등이 다른 돌고래 종을 맞닥뜨리게 될 경우에도 서로 간에 갈등을 일으키기보단 종간 동성 짝짓기로 해결하려는 경향이 존재한다.
아마존강돌고래(보토)는 그룹 성교를 즐기기 위해 3~5개의 개체가 짝을 짓는 것으로 보고되고 있다. 이런 그룹은 주로 수컷 돌고래들로 이루어지며 때때로 한두개체의 암컷을 포함하며 서로 간에 코, 지느러미, 생식기 문지르기 등이 동반된다. 잡혀온 돌고래들에게서 때때로 수컷-암컷간 또는 수컷-수컷간에 분수공에 성기를 삽입하는 행동이 관찰되었는데, 이는 동물계에서 유일하게 비강 성교를 하는 경우이다. 수컷 아마존강 돌고래는 종종 쇠돌고래과에 속하는 수컷 꼬마돌고래(투쿠시)와 짝짓기를 하기도 한다.
일부 부르난큰돌고래∙부르난병코돌고래(en:Southern Australian bottlenose dolphin))는 레즈비언(en:Lesbian)인 것으로 판명되었는데, 무리로 생활하는 암컷이 포식의 감소된 위험과 보호, 젖먹이 양육의 원조, 식품 자원에 대한 증가된 접근성, 증가된 생식적 산출과 승리, 향상된 자손의 생존 및 심리적 안녕뿐만 아니라 수컷의 성적 강요에서 보호에서 편익을 누리고, 친족 사이에 우선적으로 형성된 사회적 관계가 협력적 먹이 수집, 증가된 성장률, 공격성의 감소, 공유된 사회 생태학적 지식 등으로 적합도를 높여 혈연 선택이 결속적 상호 관계로 예증되게 한다는 사회적 유대(Social bonds) 가설로 설명된다.

#### 사자
사자의 암컷과 수컷 모두에게서 동성애가 발견되었다. 동성애 쌍의 수컷 사자들에게서 코 비비기, 애무, 올라타기, 골반 흔들기 등이 관찰되었다. 특정 상황에서 암컷간의 동성애는 매우 일반적으로 일어나는 현상이지만 야생에서는 아직 발견된 적이 없다.

#### 양
양은 몇몇 숫양에게서 독점적인 동성애 현상이 종종 발견됨에 따라 학계의 많은 관심을 받고 있다.
2003년 10월 오리건 보건과학대학의 찰스 E. 로셀리 박사의 연구에 따르면 전체 숫양의 약 8%에 달하는 동성애 숫양들은 뇌 세포 속 성적 이형핵(ovine Sexually Dimorphic Nucleus, oSDN)이 이성애 숫양보다 크기가 절반가량 작다고 주장하였다.
과학자들은 암양을 선호하는 숫양의 oSDN이 두드러지게 컸으며, 숫양을 선호하는 암양이나 숫양보다 oSDN에 더 많은 뉴런이 있다는 것을 발견하였다. 또한 암양을 선호하는 숫양의 oSDN이 테스토스테론을 발정주기에 영향을 주는 에스트라디올로 전환시켜주는 방향화효소를 더 많이 생성하는 것을 알아냈다. 숫양을 선호하는 암양과 숫양 사이에는 방향화효소 수치에 큰 차이가 없었다. 이는 성적 파트너를 선택하는 과정이 뇌의 해부학적 차이와 에스트로겐 합성 용량 차이와 관련이 있다는 의미일 수 있다. 방향화효소 수치가 높을수록 숫양의 호전성을 더 높인다는 다른 연구 결과도 있다.
《Merck Veterinary Manual》에 따르면 양들의 동성애는 일상적인 일이며 축산업적 문제로 다루어져야할 것으로 묘사되어있다.
8%의 숫양은 게이(en:Gay)인 것으로 판명되었는데, 유전적 표현형이나 생리학적으로도 차이가 있는 것으로 보인다.

#### 코끼리
수컷 아프리카와 아시아코끼리들은 수컷간 유대를 형성하며 서로의 등을 올라타는 짝짓기 행동을 보인다. 입맞춤, 코로 서로 감싸기, 코를 서로의 입에 넣기 등이 함께 동반된다. 코끼리 무리에서 독립한 수컷들은 서로 일종의 동지애를 결성하는데, 이들 간의 교미는 사회 역학에 중요한 역할을 차지한다. 수컷-암컷 간의 짝짓기와는 달리 수컷간의 애정 관계는 오랜 기간 지속된다. 코끼리의 동성애는 수컷과 암컷 모두에게서 큰 비율로 발견되며, 아시아코끼리의 경우 전체 성관계의 45%를 차지한다.

#### 진원류
일부 진원류(en:Simian) 수컷은 남성 동성애 행위 즉 en:Anal–oral sex과 en:Anal sex를 하는데, 다만 이는 [원숭이 고기(en:Monkey meat) 섭취 외에] 인간면역결핍 바이러스를 포함한 진원류 면역결핍 바이러스(en:Simian immunodeficiency virus)의 배설물을 통한 경로(en:Fecal–oral route)나 직장•곧창자 경로(en:Rectal route)로써 작용한다.

##### 유인원
모권제를 지닌 보노보 침팬지의 경우, 모든 개체가 양성애적이다. 수컷과 암컷 모두 동성과 이성애 행동을 보인다. 특히 암컷간 교미 빈도가 높은데, 전체 짝짓기의 60%가 두 암컷 혹은 다수의 암컷간에 이루어지며 이는 유인원을 비롯, 사람을 포함한 모든 영장류들 중 가장 높은 비율에 해당한다.
일부 보노보(en:Bonobo)는 성적 활동 녹화 시 성 반응을 통해 레즈비언(Lesbian)인 것으로 판명되었다.
일부 산[악]고릴라(en:Mountain gorilla)는 레즈비언(en:Lesbian)인 것으로 판명되었는데, 이는 세력 투쟁 사건과 연결되어 발생하지는 않고 그 비율이 공격 이후 국면에 올라가는 만큼 생식기 접촉이 갈등 해소 의도라는 화해 가설(Reconciliation hypothesis)이나, 동성애 생식기 접촉이 털 손로써 혈연 사이에 측정되므로 밀접한 의리가 있는 암컷들의 동성애 생식기 접촉의 높은 빈도로 예측되는 만큼 동성애 행위가 결속적 유대룰 표현하거나 강화하는 수단으로서 기능한다는 사회적 유대 가설(Social bond hypothesis)이나, 낮은 서열의 개체보다 더 자주 서열 높은 개체가 위에 있다고 예측되는 만큼 올라가는 놈이 내려가는 놈에게 우점도를 띤다고 간주되면서 그 도움이 서열을 재확인하는 의례화된 우점도라는 걸 동성 상호작용이 나타낸다는 사회적 지위 가설(Social status hypothesis)이나 이성애 행위가 가장 흔할 때 때때로 동성애 행위가 더 자주 발생한다는 성적 각성 가설(Sexual arousal hypothesis)로 설명된다.

### 기타

#### 잠자리
다양한 잠자리 종에서도 수컷간 동성애가 발견되었다. 수컷 실잠자리의 배설강과 잠자리의 머리는 암컷과의 교미시 심각한 손상을 입기 마련인데, 약 11종의 실잠자리와 잠자리에게서 수컷간 교미시에도 20에서 80% 빈도로 같은 현상이 일어난 것이 발견되었다.

#### 빈대
양성자 전이 반응 분광 분석계(proton-transfer-reaction mass spectrometry)와 영상 분석(video analysis) 조합을 통해 모든 빈대(en:Bed bug)는 양성애(en:Bisexuality) 교미 행동을 하는 것으로 판명되었다.

## 같이 보기
- 성적 지향과 생물학
- 성적 지향